# Castello di Lagarde

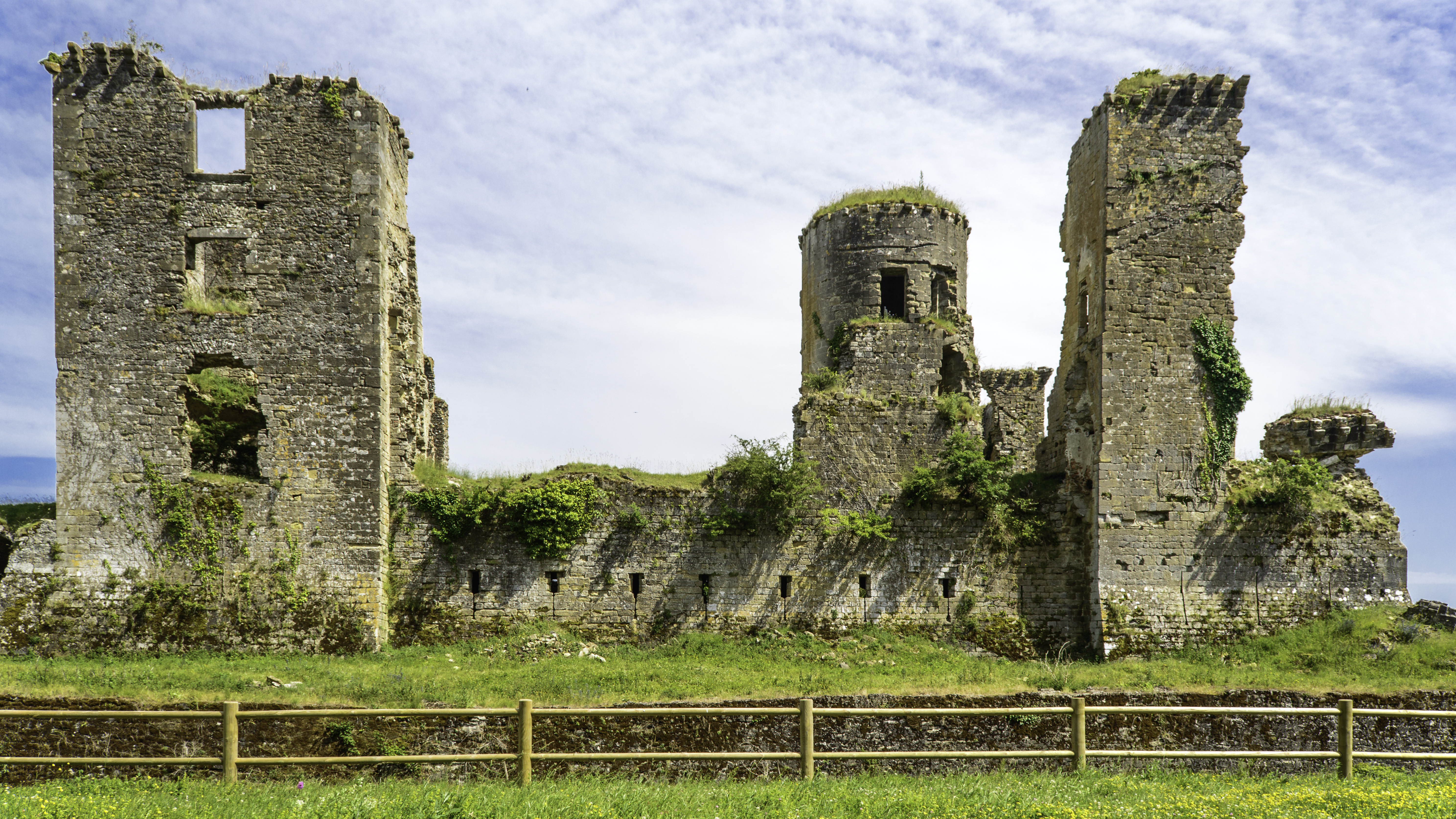
Immagine del Castello di Lagarde.

Il castello di Lagarde (in francese: Château de Lagarde) è un castello in rovina situato vicino al villaggio di Lagarde, 8 km a sud est di Mirepoix, nel dipartimento francese dell'Ariège.
Dopo la crociata albigese, il castello fu consegnato alla famiglia Lévis-Mirepoix. Fu fortificato ma, nel tempo, fu modificato per fornire una residenza più confortevole. Durante la Rivoluzione francese, il castello fu parzialmente distrutto, ma rimane oggi come una sagoma audace che guarda verso il basso sulla valle. Le rovine comprendono diverse torri e cortine murarie.
Il castello di Lagarde è stato elencato come monumento storico dal Ministero della Cultura francese dal 1914.

## Storia
La prima menzione documentata di Lagarde è del X secolo. Il primo castello era una torre quadrata con, nell'angolo, una torre circolare di copertura, costruita nell'XI secolo. Nel XII secolo furono aggiunte quattro torri quadrate e un corpo di guardia rettangolare, l'intero castello essendo collegato da mura con feritoie e merlature. Nel XIV secolo la struttura subì importanti rimaneggiamenti. Dietro ogni facciata furono eretti edifici, furono rialzati i tetti, fu costruito un ponte levatoio e furono modificati il cancello d'ingresso e le aperture degli edifici. Nel XVI secolo fu costruita una grande scala a chiocciola pensile (1526) con una fiammeggiante volta gotica. Anche in questo periodo il castello fu raddoppiato con l'aggiunta di mura e volte, fu realizzato un nuovo fossato con quattro bastioni circolari agli angoli e fu bastionato anche l'ingresso del ponte levatoio. Le modifiche del XVII secolo includevano l'aggiunta di statue monumentali sui bastioni e la torre della scala, la creazione di una spianata circondata da fortificazioni a sud-est, la sostituzione del ponte levatoio con un ponte in pietra con un portale monumentale e una rampa di accesso che conduceva da il villaggio.